# 6869 Funada
6869 Funada è un asteroide della fascia principale. Scoperto nel 1992, presenta un'orbita caratterizzata da un semiasse maggiore pari a 3,1888859 UA e da un'eccentricità di 0,0574443, inclinata di 17,01672° rispetto all'eclittica.